# Paul Güterbock

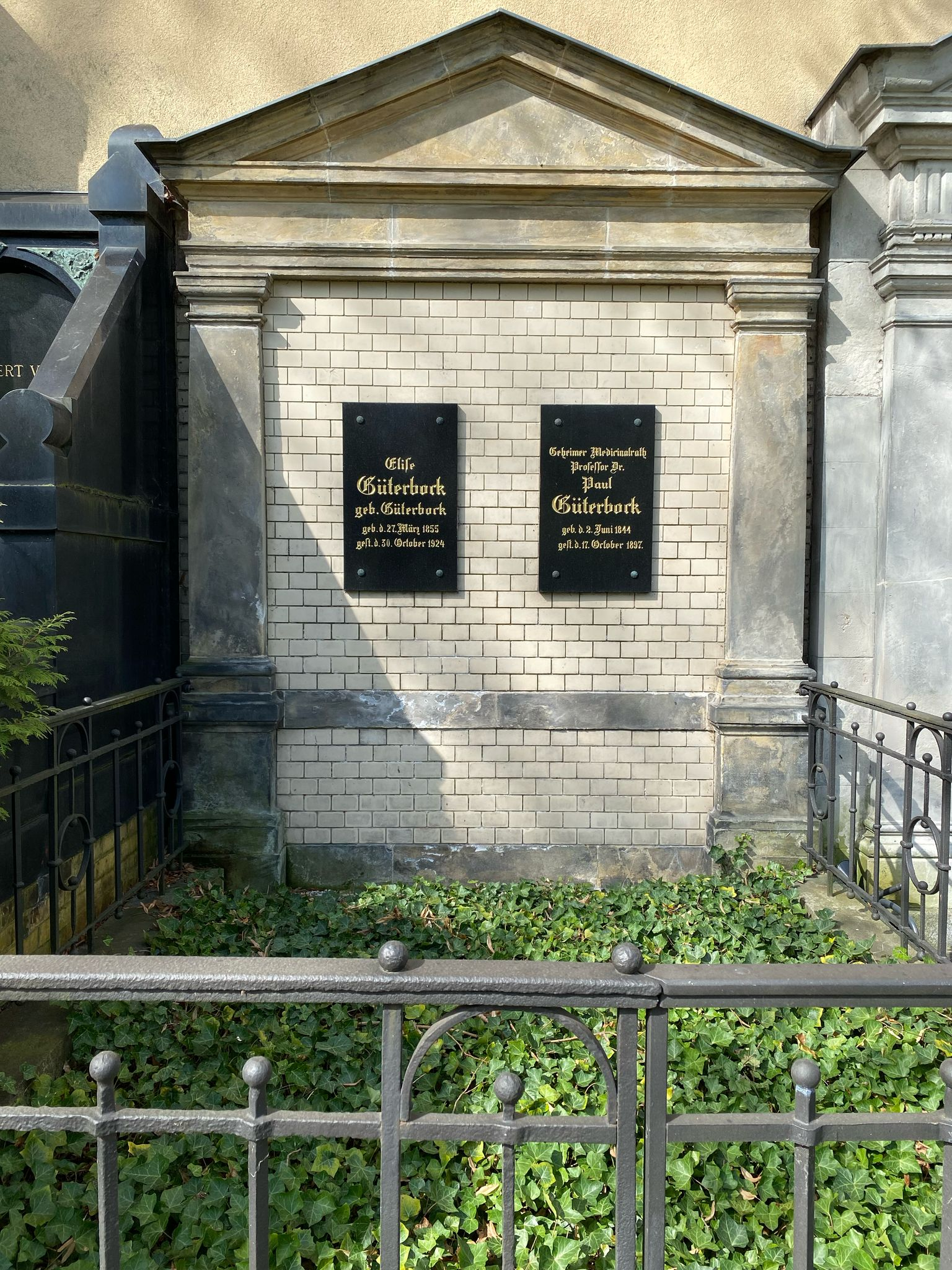
Grabstätte auf dem Alten St.-Matthäus-Kirchhof

Paul Theodor Maximilian Güterbock (* 2. Juni 1844 in Berlin; † 17. Oktober 1897 ebenda) war ein deutscher Chirurg und Urologe. Güterbock war Professor der Medizin an der Berliner Universität.

## Leben
Paul stammte aus einem jüdischen Elternhaus. Sein Vater war der Mediziner und Geheime Sanitätsrat Ludwig Güterbock (1814–1895). Sein Onkel, ein jüngerer Bruder des Vaters, war der Maler Leopold Güterbock. Paul wurde, zusammen mit seinem mittleren Bruder Alfred, am 30. Oktober 1860 in der Jerusalemkirche in Berlin evangelisch getauft.
Güterbock studierte Medizin an den Universitäten in Berlin und Würzburg. Er promovierte 1865 an der Medizinischen Fakultät der Berliner Universität mit der Dissertation De lactis digestione neonatorum zum Doktor der Medizin. Im folgenden Jahr bestand er die medizinische Staatsprüfung und unternahm eine länge Studienreise nach Wien, Paris, London und Edinburgh. Nach seiner Rückkehr ließ er sich dauerhaft in Berlin nieder. Er wurde zunächst Assistenzarzt von Robert Wilms im Diakonissenhaus Bethanien, wo er als Chirurg arbeitete.
Schon bald eröffnete er eine eigene chirurgische Privatklinik und habilitierte sich 1873 als Dozent für Chirurgie an der Berliner Universität. Gleichzeitig wurde Güterbock Hilfsarbeiter und 1884 Assessor beim Brandenburgischen Medizinalkollegium. Für seine Verdienste erhielt er 1885 den Titel eines Medizinalrates. 1894 wurde er mit dem Professorentitel ausgezeichnet und 1896 zum Geheimen Medizinalrat ernannt. Paul Güterbock starb nach einer längeren Krankheit am 17. Oktober 1897, im Alter von 53 Jahren, in Berlin. Er wurde auf dem Alten St.-Matthäus-Kirchhof in Berlin-Schöneberg bestattet. Das aufwändige Grabmal im Stil des Spätklassizismus schuf der Architekt Wilhelm Martens.
Güterbock hinterließ ein umfangreiches Schrifttum. Er war lange Jahre Mitautor der Urologischen Sektion für die Jahresberichte von Rudolf Virchow und August Hirsch. Kleinere Aufsätze verfasste er unter anderem über Tracheotomie der Diphtherie, Hautemphyseme bei Diphtherie, Gelenkserkrankungen bei Unterleibstyphus und Harnröhrenschnitte. Er schrieb Berichte über größere Amputationen im Krankenhaus Bethanien, aber auch zahlreiche Artikel für die 15-bändige Real-Encyclopädie der gesammten Heilkunde von Albert Eulenburg. 1876 erschien seine Monografie Die neueren Methoden der Wundbehandlung auf statistischer Grundlage, 1881 Die englischen Krankenhäuser im Vergleich mit den deutschen Hospitälern sowie 1882 Die öffentliche Reconvalescentenpflege. Sein Hauptwerk Die chirurgischen Krankheiten der Harn- und männlichen Geschlechtsorgane erschien in drei Bänden von 1890 bis 1898. Die Veröffentlichung des letzten Bandes erlebte er nicht mehr. Außerdem war er Erfinder eines speziellen Zystoskops.

## Veröffentlichungen (Auswahl)
- De lactis digestione neonatorum. Berlin 1865 (Dissertation).
- Ueber den Lister'schen Verband. Berlin 1870.
- Die neueren Methoden der Wundbehandlung auf statistischer Grundlage. Berlin 1876 (Digitalisat).
- Die englischen Krankenhäuser im Vergleich mit den deutschen Hospitälern. Berlin 1881 (Digitalisat).
- Die öffentliche Reconvalescentenpflege. Leipzig 1882.
- Ueber die Störungen der Harnentleerung bei Prostata-Hypertrophie. Berlin 1888.
- Die chirurgischen Krankheiten der Harn- und männlichen Geschlechtsorgane. Für Aerzte und Studirende.
  - Teil 1: Die Krankheiten der Harnröhre und der Prostata. Leipzig 1890 (Textarchiv – Internet Archive).
  - Teil 2: Die Krankheiten der Harnblase. Leipzig 1890.
  - Teil 3: Steine und Fremdkörper der Harnblase und der Harnröhre. Chirurgische Krankheiten der Harnleiter. Leipzig 1894.
  - Teil 4: Die chirurgischen Krankheiten der Nieren. Leipzig 1898.
- Beiträge zu Albert Eulenburgs Real-Encyclopädie der gesammten Heilkunde. Erste Auflage.
  - Band 6, 1881, S. 302–305: Harnabscess; S. 305–310: Harnfistel; S. 310–313: Harninfiltration; S. 313–336: Harnröhrenverengerung; S. 336–342: Harnröhrenzerreissung (Textarchiv – Internet Archive)
  - Band 14, 1883, S. 226–244: Urethrotomie (Textarchiv – Internet Archive)
  - Band 15, 1883, S. 236–244 (Nachträge): Reconvalescentenpflege (Textarchiv – Internet Archive)